# Otto Rühle
Karl Heinrich Otto Rühle (23. října 1874 Großschirma – 24. června 1943 Ciudad de México) byl německý marxista, který se angažoval v opozici proti první a druhé světové válce, a také teoretik komunismu rad.

## Raná léta
Narodil se 23. října 1874 v obci Großschirma v Sasku. Jeho otec byl drážní úředník. V roce 1889 začal studovat učitelství na střední škole ve městě Oschatz. Tam se také zapojil do Německého svazu volnomyšlenkářů. V roce 1895 se stal soukromým učitelem hraběnky von Bühren a kromě toho vyučoval v Öderanu.

## Politická kariéra
V roce 1896 vstoupil do Sociálně demokratické strany Německa (SPD) a brzy založil socialistickou nedělní školu. V roce 1902 byl však propuštěn z pozice učitele na základní škole a vzápětí se začal živit jako spisovatel a redaktor sociálnědemokratických novin. Nejprve působil v Hamburku, po něm následovala další města – Vratislav, Saská Kamenice, Pirna a Cvikov. V té době již byl hlasitým kritikem dosavadních vyučovacích metod a založil sociálně demokratický vzdělávací spolek pro oblast Hamburku a okolí. V roce 1907 se stal cestujícím učitelem vzdělávacího výboru SPD, kde si získal renomé díky svým sociálně kritickým pedagogickým textům: „Práce a vzdělávání“ (1904), „Vzdělávání dětí v oblasti sexuality“ (1907), a především „Proletářské dítě“ (1911).
Společně s Karlem Liebknechtem, Rosou Luxemburgovou, Franzem Mehringem a dalšími založil Rühle spolek a časopis Internationale, který odmítal svět válčících států a jako alternativu vůči němu prosazoval revoluční internacionalismus. V roce 1916 se Rühle zapojil do hnutí spartakovců.
Přestože byl jedním ze zakladatelů Komunistické strany Německa, byl z ní už roku 1919 vyloučen pro zásadní neshody s Leninem. Patřil pak už napořád k nejostřejším kritikům komunismu sovětského typu.

### Říšský sněm (Reichstag)
V roce 1912 byl zvolen poslancem za obvod Pirna-Sebnitz v Saském Švýcarsku. V Říšském sněmu zastupoval SPD. Na jaře 1915 Liebknecht a Rühle jako první hlasovali proti poskytnutí válečných úvěrů vládě. V tomto postoji byli dlouhou dobu osamoceni. V roce 1918 se Rühle rozhodl neusilovat o znovuzvolení. Vzhledem k chaotickým událostem, které se v Německu v letech 1918–1919 odehrávaly, není přesně známo, kdy došlo k rozpuštění Říšského sněmu. Není známé ani přesné datum, kdy skončil Rühleho mandát. Vzhledem k situaci, která nakonec vedla ke vzniku nové Výmarské republiky a abdikaci Viléma II., lze za konec jeho funkčního období považovat právě toto datum.

## Německá revoluce
Rühle byl součástí levicové opozice v rámci německého dělnického hnutí, a rozvíjel jak ranou komunistickou kritiku bolševismu, tak ranou opozici vůči fašismu. Rühle považoval Sovětský svaz za formu státního kapitalismu, který měl mnoho společného se státně orientovaným kapitalismem Západu i s fašismem:
Posloužil jako model pro další kapitalistické diktatury. Ideologické rozdíly socioekonomické systémy ve skutečnosti nerozlišují.
Zatímco Rühle vnímal důležitost role leninistického revolučního předvoje při svržení carismu, bolševická strana podle něj nepředstavovala vhodnou formu proletářské revoluce. Ať už byly skutečné záměry bolševiků jakékoli, to, co se jim ve skutečnosti podařilo uskutečnit, se mnohem více podobalo buržoazním revolucím v Evropě než proletářské revoluci:
Toto rozlišování na hlavu a tělo, na intelektuály a dělníky, důstojníky a řadové vojáky, odpovídá dualitě třídní společnosti. Jedna třída je vzdělávána proto, aby vládla, druhá proto, aby byla ovládána. Leninova organizace je pouze replikou buržoazní společnosti. Jeho revoluce je objektivně určována silami, které vytvářejí společenský řád zahrnující tyto třídní vztahy, bez ohledu na subjektivní cíle doprovázející tento proces.
Rühle také kritizoval stranu jako organizační formu revoluce a tvrdil, že "revoluce není záležitostí strany". V důsledku toho podporoval spíše přístup komunismu rad, který zdůrazňoval význam dělnických samospráv. V říjnu 1921 se podílel na založení odborového svazu s názvem Allgemeine Arbeiter-Union – Einheitsorganisation.
Paul Mattick ve své knize Antibolševický komunismus popisuje Rühleho jako příkladnou radikální postavu německého dělnického hnutí, které zkostnatělo do různých oficiálních struktur, věčného outsidera, jehož definuje jeho antagonistický vztah k dělnickému hnutí, marxismu-leninismu, ale i k buržoazní demokracii a fašismu.

Po podpisu paktu Molotov-Ribbentrop, ke kterému došlo v roce 1939, začal Rühle u diktátorů obou ideologických směrů spatřovat paralely a napsal:
Rusko bylo příkladem pro fašismus. [...] Ať se to stranickým 'komunistům' líbí nebo ne, faktem zůstává, že státní zřízení a vláda v Rusku jsou k nerozeznání od těch v Itálii a Německu. V podstatě jsou si podobné. Lze hovořit o rudém, černém nebo hnědém 'sovětském státě', stejně jako o rudém, černém nebo hnědém fašismu.

## Osobní život
V roce 1921 se Rühle oženil s Alicí Gerstel, německo-židovskou spisovatelkou, feministkou a psycholožkou, která se narodila v Praze a pocházela z podnikatelské rodiny Emila Gerstela, známého výrobce a prodejce nábytku.
V roce 1928 napsal Rühle velmi podrobnou biografii Karla Marxe s názvem Karl Marx: Jeho život a dílo.
Po několika letech, které strávili v Praze, se s manželkou v roce 1936 rozhodli odejít do Mexika, a to na pozvání prezidenta Lázara Cardenáse. Rühle zde zpočátku působil jako vládní poradce pro oblast školství, oba manželé byli zapojeni do přípravy reformy vzdělávacího systému. Rühle věřil, že vzdělání je klíčem k dosažení sociální reformy. Kromě toho se oba přátelili s Lvem Trockým, Diegem Riverou a Fridou Kahlo. Rivera v roce 1940 namaloval Rühleho portrét. Kvůli svému spojení s Lvem Trockým nemohl Rühle v dalších letech najít v Mexiku práci a aby se finančně zabezpečil, byl nucen ručně malovat pohlednice pro hotely.
Rühle byl členem Deweyho komise, sestavené v roce 1937 americkými intelektuály, jejímž úkolem bylo prokázat či vyvrátit obvinění vznesená proti Trockému během moskevských procesů. Komise Trockého ze všech obvinění očistila.
V den jeho smrti, 24. června 1943, spáchala jeho žena Alice sebevraždu.